# Lemniscaat (uitgeverij)
Lemniscaat is een Nederlandse uitgeverij, opgericht in 1963 door het echtpaar Boele van Hensbroek. Het bedrijf zetelt in Rotterdam en is als uitgeverij onafhankelijk van de grote concerns.

## Fonds
De oprichters gebruikten het lemniscaatteken als symbool, omdat het naast oneindigheid ook evenwicht en verbondenheid uitdrukt. Ze hadden aanvankelijk vooral interesse voor opvoedkunde. In het domein van de (ortho)pedagogiek, psychologie en filosofie waren zij in de 1960 voortrekkers, onder andere met het werk van Carel van Parreren. In dezelfde traditie werd het oeuvre van Carl Gustav Jung door meerdere auteurs belicht. 
In de jaren 1960 gaf de uitgeverij progressieve boeken uit zoals Mijn Harlem van Claude Brown (een vertaling van Manchild in the Promised Land) en Lachen om niet te huilen van Rosey E. Pool.
Lemniscaat bracht enkele jaren ook boeken die kritisch zijn over de reguliere wetenschap en gezondheidszorg, zoals vaccinaties.

## Jeugd
De stap van opvoedkunde naar kinderboeken lag voor de hand. Er kwamen 'pedagogisch verantwoorde' kleuter- en kinderboeken in het assortiment. Op het gebied van prentenboeken heeft Lemniscaat baanbrekend werk verricht in de jaren 1960. Ze was de eerste Nederlandse jeugduitgeverij die zich presenteerde op de internationale kinderboekenbeurs te Bologna. In de jaren 1970 ontvingen producties van de uitgeverij talrijke Gouden en Zilveren Griffels.
Bekende jeugdboekenauteurs van Lemniscaat, die ook vele prijzen wonnen, zijn onder andere Jan Terlouw (Koning van Katoren), Thea Beckman (Kruistocht in Spijkerbroek, Kinderen van Moeder Aarde, Het geheim van Rotterdam), Ingrid en Dieter Schubert (Monkie, Platvoetje), Pieter Koolwijk (Gozert) en Julia Donaldson met Axel Scheffler (De Gruffolo).